# Faraulep
Faraulep, Faraulip oder Faraulap (auch als Gardner bezeichnet) ist ein Atoll im Osten des Bundesstaats Yap der Föderierten Staaten von Mikronesien und gehört damit zur Inselgruppe der Karolinen im Pazifischen Ozean.

## Geographie
Faraulep liegt 116 km südwestlich der Insel Gaferut und 695 km ostsüdöstlich der Yap-Inseln. Das Atoll weist einen annähernd quadratischen Grundriss auf, mit Seitenlängen von 3 bis 4 km, und einer Gesamtfläche von 7 km². Der breite Riffranz umschließt eine kleine, tiefe Lagune, die nur im Südwesten eine Öffnung aufweist. Das Atoll weist drei Inseln auf, mit einer Gesamtfläche von gut 40 Hektar:
- Fuasubukoru   (8° 35′ 56″ N, 144° 30′ 30″ O), bewohnt, 10,2 ha
- Nigaruyaru   (8° 35′ 18″ N, 144° 31′ 20″ O), bewohnt, 20,2 ha
- Eate   (8° 34′ 40″ N, 144° 31′ 0″ O), unbewohnt, 11,7 ha

Auf Faraulep leben 193 Einwohner (Stand 2010). Sie verteilen sich auf die beiden Dörfer Nigaruyaru und Fuasubukoru auf den gleichnamigen Inseln.
Das Atoll wurde 1828 von dem russischen Weltumsegler Friedrich Benjamin von Lütke entdeckt.

## Verwaltung
Faraulep bildet eine Gemeinde (municipality) des Staates Yap, zu der auch die Insel Gaferut gehört. Die Gemeinde gehört zum vierten Wahlbezirk des Bundesstaates Yap, einem der insgesamt fünf Wahlbezirke.